# 許成麟
許成麟（1710年—1771年），字瑞符，號慶堂。直隸保定府易州（今河北省易縣）人。清朝軍事將領。
乾隆元年（1736年）二甲第二名武進士。授三等侍衛。差滿，出官廣西贛州左營遊擊。歷升江南廣信營參將、肇慶協城守副將、廣東督標中軍副將、湖北黃州協副將等職。乾隆二十六年（1771年）授江南壽春鎮總兵，同年改江西南贛鎮總兵。乾隆二十八年（1773年）升廣西提督。次年又任江南狼山總兵。

## 外部連結
- 許成麟 （页面存档备份，存于） 中研院史語所